# Sisse Marie
Sisse Marie Holzmann Søby (Aalborg, 21 de novembro de 1985) é uma atriz, cantora, compositora, modelo e apresentadora dinamarquesa.

## Biografia
Nascida em Aalborg, começou sua carreira em 2001 onde ela ganhou o programa MGP Junior da Dinamarca, que a levou a gravar um álbum, obtendo certificado de ouro. No ano seguinte, ela recebeu um Grammy de Melhor Álbum para Adolescentes. Desde então, ela trabalhou como modelo em Milão, Londres, Atlanta, Copenhague, Oslo, Munique, Amsterdã, Istambul e Estocolmo. Ela fez fotos de modelos, catálogos e outdoors para Tiffany Bridal, O'Neill, Heineken, Volvo, Citroën e Wonderbra. Já fez séries de fotos e capas de Cosmopolitan, T3, Ché e Marie Claire e desfilou pela Vogue italiana.
Em 2005 ela lançou o single "Boom", que alcançou a quarta posição na parada oficial de singles dinamarquesa. No ano seguinte, ela começou a trabalhar como apresentadora da MTV dinamarquesa por duas temporadas nos anos seguintes. Seu programa foi o mais assistido da MTV.
Em 25 de outubro de 2010 ela lançou o single, agora com certificado de ouro "Every Time (You Look at Me)". A música foi direto para o número 1 na Dinamarca e o videoclipe foi no dia do lançamento o 8º mais assistido no YouTube no mundo. Em 9 de maio de 2011, ela lançou o single "Dirty Hands", que alcançou o primeiro lugar na MTV Dinamarca e no Brasil. Em 19 de fevereiro ela lançou o single "Kill for Your Love" que alcançou o primeiro lugar na MTV Dinamarca e no canal de TV nacional DR MAMA.
Em 15 de novembro de 2012, Sisse Marie teve sua música "Paralyzed" no videogame The Sims. Ela também foi projetada como um personagem digital no jogo.
Em 2014, Sisse Marie mudou-se para os Estados Unidos depois de fechar um contrato com uma gravadora americana e, pouco depois, foi escalada para estrelar vários filmes e séries de televisão americanos.
Em 2019, Sisse Marie foi escalada para estrelar a premiada série de TV Siren, da Freeform, no papel de Yura, uma sereia selvagem e líder da colônia sereia em Nome, Alasca.

## Discografia

#### Álbuns de estúdio
- Du har Brug for Mig (2001)
- The Black Cat (2013) EP

#### Singles
- Boom (2005)
- Every Time (You Look at Me) em parceria com Morten Breum (2010)
- Dirty Hands (2011)
- Kill for Your Love (2012)
- Paralyzed em parceria com Jay Adams e TooManyLeftHands (2012)
- Till The Sun Comes Up em parceria com Yes-R (2013)
- Black Cat (2013)
- Back To Life (2013)
- My Boy (2013)

## Filmografia

### Curtas-metragens
| Ano  | Título  | Personagem       |
| ---- | ------- | ---------------- |
| 2016 | Nirvana | Rachel Foster    |
| 2017 | Hop     | Mulher do Espaço |

### Cinema
| Ano  | Título          | Personagem |
| ---- | --------------- | ---------- |
| 2017 | The Dunning Man | Ursela     |
| 2018 | Let's Make It   | Anessa     |

### Televisão
| Ano  | Título                      | Personagem      |
| ---- | --------------------------- | --------------- |
| 2020 | Siren - A Lenda das Sereias | Yura            |
| 2020 | Thumb Runner                | Latexia De Trix |